# Orasema robertsoni
Orasema robertsoni är en stekelart som beskrevs av Charles Joseph Gahan 1940. Orasema robertsoni ingår i släktet Orasema och familjen Eucharitidae. Inga underarter finns listade i Catalogue of Life.